# The Human Contradiction
The Human Contradiction – czwarty studyjny album holenderskiego zespołu symfoniczno-metalowego Delain. Został wydany 4 kwietnia 2014 roku przez wytwórnię płytową Napalm Records.

## Lista utworów
Opracowano na podstawie materiału źródłowego.
1. „Here Come the Vultures” – 6:05
2. „Your Body Is a Battleground” – 3:50
3. „Stardust” – 3:57
4. „My Masquerade” – 3:43
5. „Tell Me, Mechanist” – 4:52
6. „Sing To Me” – 5:09
7. „Army of Dolls” – 4:57
8. „Lullaby” – 4:56
9. „The Tragedy of the Commons” – 4:31

## Twórcy
Opracowano na podstawie materiału źródłowego.
| Zespół Delain w składzie - Charlotte Wessels – śpiew - Timo Somers – gitara - Martijn Westerholt – instrumenty klawiszowe - Otto Schimmelpenninck van der Oije – gitara basowa - Sander Zoer – perkusja | Gościnnie - Marco Hietala – śpiew (utwór 2, 6) - George Oosthoek – śpiew (utwór 5) - Alissa White–Gluz – śpiew (utwór 9) - Oliver Philipps – śpiew (utwór 4) |